# Museu de la Botija de Villena
El Museu de la Botija de Villena va ser fundat l'any 1970 a la ciutat de Villena pel col·leccionista Pablo Castelo Villaoz. Consta d'una extensa monografia dedicada a botiges de tot el món, en diversos materials des de la fusta a la ceràmica i amb les més variades formes. Presenta a les seues diverses sales més de 1200 exemplars.
El museu se situa a la casa del seu fundador. Construïda a principis del segle xx, l'habitatge ha mantingut en bona part la seua estructura original, on cal destacar la cuina, que hi inclou les eines tradicionals d'aquella època.
La col·lecció compta amb exemplars de materials diversos, com el metall, la fusta o el fang cuit. Amb tot, la major diversitat es dona en els dissenys de les botiges, amb formes i motius antropomòrfics, zoomòrfics, fitomòrfics o arquitectònics, entre d'altres.